# Васильев, Андрей Васильевич (архитектор)
Андрей Васильевич Васильев (? — ?) — иркутский губернский архитектор, автор рисунков с архитектурными видами.

## Биография
Дата и место рождения Васильева неизвестны. 
В конце 1820-х годов был назначен на должность иркутского губернаторского архитектора. Исполнил проект иконостаса иркутской Входо-Иерусалимской церкви. Являлся автором проекта Успенской церкви, место под строительство которой было освидетельствовано им 24 апреля 1835 года; здания Сиропитательного дома Елизаветы Медведниковой, строительство которого было начато в 1837 году; здания Иркутской духовной семинарии, расположенного близ Успенской церкви (заложено было в 1839 году), также Улятуевской, Байцетуевской и Троицкой церквей в Забайкалье. В 1845 году дел иконостасных мастером Никольскивым был выстроен новый иконостас в Никольском приделе иркутской Спасской церкви по проекту Васильева. В том же году в Иркутске по чертежу Васильева был выстроен деревянный дом для В. А. Яковлева (строительство дома осуществлял казак Я. Ф. Пежемский).
Современники писали о нём: «даровитый архитектор, поступивший из землемеров, но скоро изучивший архитектуру по страсти и призванию».